# Igreja de São Bartolomeu (Coimbra)
A Igreja de São Bartolomeu, ou Igreja Paroquial de São Bartolomeu, localiza-se no Largo de S. Bartolomeu, na antiga freguesia de São Bartolomeu, na cidade e no Município de Coimbra, no Distrito de Coimbra, em Portugal.
A Igreja de São Bartolomeu está classificada como Monumento de Interesse Público desde 2011.

## História
A sua edificação é muito antiga, sabendo-se que existia já em meados do século X, conforme testemunha um documento que informa que a igreja foi doada ao Mosteiro do Lorvão já em 957.
O primitivo templo foi reedificado no século XII em estilo românico.
A sua atual feição data da reconstrução empreendida no século XVIII, devido ao estado de ruína em que o anterior então se encontrava. As obras tiveram início em 16 de Julho de 1756.

## Características
O atual templo foi erguido com traça em estilo barroco muito simples. No exterior, são de realçar o portal e as duas torres sineiras.
O interior é constituído por uma nave e uma capela-mor, onde se pode observar um retábulo de talha dourada e marmoreada, típico do século XVIII coimbrão e semelhante ao retábulo principal do Mosteiro de Santa Cruz. O retábulo-mor enquadra uma grande tela, assinada pelo pintor italiano Pascoal Parente, alusiva ao Martírio de São Bartolomeu. Do lado do Evangelho, em um retábulo em estilo maneirista que remonta ao século XVI, destacam-se as pinturas alusivas à Morte e Ressurreição de Cristo.